# Тотемське міське поселення
То́темське міське поселення (рос. Тотемское городское поселение) — міське поселення у складі Тотемського району Вологодської області Росії.
Адміністративний центр та єдиний населений пункт — місто Тотьма.

## Населення
Населення міського поселення становить 9721 особа (2019; 9785 у 2010, 10531 у 2002).